# San Salvador (Hidalgo)
Esta página se refiere a una localidad. Para el municipio homónimo véase Municipio de San Salvador (Hidalgo)
San Salvador es una localidad mexicana, cabecera del municipio de San Salvador, en el estado de Hidalgo.

## Geografía
Se encuentra en la región geográfica del Valle del Mezquital. A la localidad le corresponden las coordenadas geográficas 20° 17’ 04.445” de latitud norte y 99° 00’ 56.174” de longitud oeste; con una altitud de 1940 m s. n. m. Cuenta con un clima semiseco templado.
En cuanto a fisiografía se encuentra en la provincia del Eje Neovolcanico, dentro de la subprovincia de Sierras y Llanuras de Querétaro e Hidalgo; su terreno es de llanura. En lo que respecta a la hidrografía se encuentra posicionado en la región del Pánuco, dentro de la cuenca del río Moctezuma, y en la subcuenca del río Actopan.

## Demografía
En 2020 registró una población de 1107 personas, lo que corresponde al 3.01 % de la población municipal. De los cuales 542 son hombres y 565 son mujeres.
| Gráfica de evolución demográfica de San Salvador entre 1900 y 2020                           |
|                                                                                              |
| Población de los censos y conteos del Instituto Nacional de Estadística y Geografía (INEGI). |